# Варикоцеле
Варикоце́ле (новолат. varicocele; лат. varix, varicis — вздутие на венах, др.-греч. kēlē — опухоль) — варикозное расширение вен гроздевидного сплетения семенного канатика. Часто имеются и другие признаки поражения венозной системы — расширение вен нижних конечностей, геморрой. Варикоцеле обычно проявляется с левой стороны (очень редко проявляется как двустороннее или правостороннее), что объясняется впадением семенной вены слева под прямым углом в почечную вену. В положении лёжа вены спадаются.
Различают идиопатическое (первичное) и симптоматическое (вторичное) варикоцеле. Симптоматическое варикоцеле может наблюдаться при изменении геометрии нижней полой вены — например, вследствие прорастания новообразования или рака правой почки. Такое варикоцеле находится справа и степень наполнения вен не зависит от положения больного.

## Классификация варикоцеле
Классификация Лопаткина Н. А. (1978 год), в основном применяется в настоящее время) — является более упрощённой и учитывает степень выраженности варикоцеле и изменения трофики яичка:
- I степень — варикоз вен выявляется только пальпаторно при натуживании больного в вертикальном положении тела;
- II степень — визуально определяются расширенные вены, размеры и консистенция яичка не изменены;
- III степень — выраженная дилатация вен гроздевидного сплетения, уменьшение яичка и изменение его консистенции[5].

Классификация Исакова Ю. Ф. (1977 год) — прочно укрепилась в детской хирургической практике; помимо выраженности варикоцеле оценивает его влияние на трофику яичка.
- I степень — варикоцеле незаметно визуально, но чётко определяется пальпаторно, особенно при напряжении;
- II степень — варикозные узлы явно определяются визуально, но размеры и консистенция яичка не изменены;
- III степень — на фоне выраженного варикозного расширения вен отмечаются уменьшение и тестоватость яичка[5].

Классификация B.L. Coolsaet (1980 год) — содержит гемодинамические критерии расширения вен семенного канатика.
- 1 тип — рефлюкс из почечной вены в яичковую;
- 2 тип — рефлюкс из подвздошной вены в яичковую;
- 3 тип — комбинация первых двух типов[5].

Классификация L.Dubin и R.Amelar (1978 год) — варикоцеле подразделяется на три степени:
- I степень — варикозные вены определяются только при проведении пробы Вальсальвы;
- II степень — вены не видны при внешнем осмотре мошонки, но пальпируются без проведения нагрузочной пробы;
- III степень — варикозные вены видны при осмотре.

Классификация ВОЗ:
- I степень: расширенные вены в мошонке не видны и не пальпируются, за исключением их расширения при пробе Вальсальвы;
- II степень: расширенные вены в мошонке не видны, но легко пальпируются;
- III степень: расширенные венные сплетения выпячиваются сквозь кожу мошонки и легко пальпируются[5].

## Симптомы и клинические проявления
Варикоцеле диагностируют у 36 % лиц мужского пола. Оно может как вызывать, так и не вызывать субъективные ощущения у больных. Чаще они выражаются как различные болевые ощущения, может наступить атрофия яичка.
Длительный застой венозной крови ведёт к ишемии, развитию склеротических изменений в яичке и нарушению дифференцировки сперматогенного эпителия, повреждается гематотестикулярный барьер. Развивается аутоиммунная агрессия, что в дальнейшем может проявиться снижением общего сперматогенеза и развитием бесплодия.
Менее распространёнными последствиями являются простатическая венозная гиперемия, конгестивный хронический простатит, преждевременная эякуляция, ранняя аденома простаты
Часто варикоцеле сочетается с другими венозными аномалиями: геморроем, варикозным расширением вен ног и вено-окклюзивной формой эректильной дисфункции (венозная утечка).
Также варикоцеле приводит к снижению потенции.

## Диагностика
Установление диагноза не представляет трудностей. Определяется расширение вен обычно на основании клинической картины, УЗИ или доплерографии (лёжа и стоя), пальпации гроздевидного (лозовидного) сплетения, пробы Вальсальвы. Также проводят исследование уровня половых гормонов в крови. Прежде чем приступить к лечению, врач на основе спермограммы определяет степень выраженности заболевания.

## Лечение
В настоящее время, большинство урологов придерживаются мнения о необходимости оперативного лечения варикоцеле с целью профилактики бесплодия. Частота рецидивов при микрохирургической технике составляет 0,8 %.

### Эмболизация
Эмболизация варикоцеле — это малоинвазивная процедура, которую выполняют эндоваскулярные хирурги. Процедура проводится под местной анестезией — после анестезии кожи раствором новокаина или лидокаина, пунктируется вена на бедре и через неё вводится тонкая трубочка (катетер) толщиной не более 1,5 мм. Далее катетер доставляется в левую яичковую вену и выполняется контрастное исследование (ангиография). Далее через внутренний просвет катетера вводится специальная спираль Gianturco с синтетическими шерстинками, которая закрывает яичковую вену и устраняет расширение вен семенного канатика. Эмболизацию можно проводить рентген-ангиографической установкой GE Innova 3100.

#### Преимущества эмболизации[14]
- Высокая эффективность и низкая частота рецидива по сравнению с операцией
- Проводится под местной анестезией
- Очень низкая частота осложнений по сравнению с операцией
- Малый срок пребывания в стационаре
- Не требует разрезов и швов.

### Операция Иваниссевича
При операции Иваниссевича проводится перевязка и пересечение варикозно расширенной вены (или вен) семенного канатика. После чего обратный отток венозной крови вниз по яичковой вене прекращается. Операция проводится под общей анестезией. Операция заключается в следующем действии. В подвздошной области (обычно слева) чуть выше и параллельно паховому каналу делается разрез около 5 см. Послойно рассекаются кожа, подкожная клетчатка и фасции. Далее разрезается апоневроз — стенка пахового канала. В паховом канале у мужчин проходит семенной канатик, среди элементов которого — и вены лозовидного сплетения. Эти вены перевязываются и пересекаются. Далее все ткани послойно ушиваются. Главный недостаток данной операции заключается в водянке яичка (гидроцеле), причиной этому становится повреждение мелких сосудов, риск возникновения осложнения составляет 7 % процентов. Также возможно развитие атрофии яичка из-за повреждения яичковой артерии, риск данного осложнения составляет 40 % в зависимости от квалификации хирурга.

### Лапароскопическая операция
Это та же высокая забрюшинная варикоцелэктомия (операция Иваниссевича), выполняемая через проколы в животе и требующая растяжения брюшной полости углекислым газом. Широко была распространена в США в 1980-х годах прошлого века до внедрения операции Мармара (субингвинального доступа). Преимуществом является высокий косметический эффект по сравнению с операцией Иваниссевича, недостатками:
1. Вероятность повреждения внутренних органов и следовательно внутреннего кровотечения;
2. Самая высокая вероятность развития водянки яичка до 13 % составляет именно при данном методе операции (поскольку яичковая вена не выделяется и перевязывается, как при операции Иваниссевича, а пережимается металлической клипсой вместе с идущими рядом лимфатическими сосудами. В результате нарушения лимфооттока и возникает скопление жидкости возле яичка — гидроцеле);
3. Рецидив варикоцеле при лапароскопической варикоцелэктомии возникает в 3 % случаев (для сравнения по технике Мармара в 0,8 % случаев)[12];
4. Необходимость общего наркоза[12];
5. Высокая себестоимость операции, по сравнению с другими методами.

### Микрохирургическая операция Мармара
Метод операции схож с операцией Иваниссевича, но является менее инвазивным, так как длина разреза составляет всего 2 см и поэтому травмируется значительно меньше тканей. Сроки реабилитации и количество осложнений значительно меньше по сравнению с вышеописанными методами. Основным преимуществом является прекращение как рено-тестикулярного (от почки), так и илео-тестикулярного (из подвздошной вены) патологического сброса венозной крови Количество рецидивов составляет всего 0,8 %. Разрез производится в паховой области. Семенной канатик извлекается наружу, вскрываются его оболочки и каждая расширенная венка аккуратно отделяется и пресекается под 6-10 кратным увеличением с микроскопом или налобным увеличителем. На кожу накладываются саморассасывающиеся швы. Часто выполняется под местной анестезией, амбулаторно или с однодневной госпитализацией. Недостатком данной операции также является развитие атрофии яичка из-за повреждения яичковой артерии.

## Варикоцеле и бесплодие
По статистике у 40 % бесплодных мужчин обнаруживается варикоцеле. Более того, если отдельно выделить группу мужчин с так называемым вторичным бесплодием, то окажется, что варикоцеле диагностируется у 80 % таких мужчин.

## Варикоцеле и армия
Возможность призыва в армию при диагнозе варикоцеле определяется исходя из степени заболевания и наличия функциональных нарушений. Категория годности к военной службе утверждается на основании 45 статьи Расписания болезней (Приложения к положению о военно-врачебной экспертизе). В соответствии с документом призывники с однократным проявлением варикоцеле II степени признаются годными к службе в армии с категорией «Б-3».
От призыва освобождаются граждане, имеющие:
- рецидивное расширение вен семенного канатика II степени (категория годности «В» выставляется при повторном рецидиве заболевания после 2-й операции и отказе юноши от лечения);
- варикозное расширение вен семенного канатика III степени.

Категория годности к военной службе утверждается по итогам медицинского освидетельствования и подтверждения диагноза при помощи дополнительного обследования.

## См также
- Синдром Мея-Тернера
- Синдром Щелкунчика
- Варикоз
- Венозная утечка